# Josip Jelačić
 (septembre 2019).
Si vous disposez d'ouvrages ou d'articles de référence ou si vous connaissez des sites web de qualité traitant du thème abordé ici, merci de compléter l'article en donnant les références utiles à sa vérifiabilité et en les liant à la section « Notes et références ».
Josip Jelačić Bužimski (ou Joseph Iélatchitch de Boujim, en hongrois Jellasics József), né le 16 octobre 1801 à Petrovaradin, en Voïvodine (empire d'Autriche, aujourd'hui en Serbie) et mort le 20 mai 1859 à Zagreb (empire d'Autriche, aujourd'hui en Croatie), est un général autrichien et homme d'État croate, fils de Franz Jelačić de Boužim. Il fut baron, comte, puis ban de Croatie.

## Biographie
En sortant de l’école militaire de Vienne, en 1819, il entra dans l’armée autrichienne avec le grade de sous-lieutenant de dragons, cultiva la poésie dans ses loisirs et publia, en 1825, un recueil de vers. Nommé capitaine-lieutenant en 1830, major en 1837, puis lieutenant-colonel dans un régiment-frontière du Banat, il était colonel depuis 1842 lorsqu’il eut à combattre des brigands venus de la Bosnie ottomane pour razzier la Croatie. Il fit preuve, dans ces circonstances, de courage physique, de décision et d’habileté (1845), et acquit une grande popularité en Croatie par l’énergie avec laquelle il mit un terme à ces déprédations.
Durant les événements de 1848, Josip Jelačić combattit contre la révolution hongroise de 1848 dirigée par Lajos Kossuth car les révolutionnaires hongrois, tout en réclamant pour eux-mêmes l’indépendance, se désintéressaient de l'union entre la Croatie-Slavonie et le royaume de Dalmatie, revendiquée par les Croates. Kossuth, jacobin, entendait mettre en place une république hongroise unitaire en supprimant l'autonomie croate et transylvaine, ce qui inquiéta les Slaves du sud et les Valaques transylvains. C'est pourquoi, comme Jankó Avram en Transylvanie, Jelačić en Croatie prit parti pour la conservation de l’empire d'Autriche. Jelačić et Jankó envoyèrent à Vienne des représentants pour déclarer leur loyauté à l’empereur Ferdinand qui, en retour, nomma Jelačić ban de Croatie, conseiller privé et général commandant et chef des districts du Banat, de Varaždin et de Karlovac.
Le nouveau ban, se trouva néanmoins confronté à de nombreuses difficultés. 
« D’abord, les Croates n’étaient pas tellement unis que l’on ne pût craindre des divisions excitées par des chefs jaloux. En outre, l’un des ministres de l’empereur, Lajos Batthyány, était hongrois, et il était probable qu’il emploierait son influence à renverser un ban que ses connaissances militaires devaient rendre redoutable à ses compatriotes. Jelačić triompha, mais non sans peine, de tant d’obstacles. Il alla sans armes trouver les Croates mécontents et réunis, leur expliqua ses projets, et fut reconduit par eux en triomphe. Sommé par le ministère de rendre compte de sa conduite, il vint à Vienne à la tête d’une escorte nombreuse, refusa de s’expliquer en présence du ministre hongrois et obtint une audience publique de l’empereur, avec qui on redoutait qu’il n’eût une entrevue secrète. Il parla modestement de ce qu’il avait fait, déclara qu’une population aussi importante que les Slaves ne pouvait être sacrifiée aux intérêts d’une poignée de Hongrois, et ajouta qu’il venait resserrer plus étroitement que jamais les liens qui unissaient la Croatie et l’empire, dont le salut n’était qu’à ce prix. Son discours persuasif et éloquent eut un succès complet : l’empereur fut ému, des applaudissements éclatèrent, et l’archiduc Jean-Baptiste vint serrer Jelačić dans ses bras. On convient que le ban conserverait son autorité, mais que l’édit qui l’en dépouillait ne serait pas encore rapporté. Le soir, la population de Vienne se pressait sous ses fenêtres ; il prononça une nouvelle harangue et la termina par ces mots : « Je veux, mes frères, une Autriche grande, forte, puissante, libre et indivisible. Vive notre belle patrie ! Vive l’Allemagne ! ». Comptant sur les promesses de la cour, Jelačić se tint prêt à commencer les hostilités contre les Hongrois ; il parcourut la Croatie et les autres provinces slaves de l’empire, recueillant partout de nombreuses preuves de patriotique sympathie »
— A. d’Héricourt
Hésitant sur la conduite à tenir, Ferdinand craignait une rupture avec la noblesse hongroise, dont une partie avait déjà pris le parti de Kossuth. Il hésitait à reporter l’édit qui privait le ban de sa dignité ; mais celui-ci, sûr de l’approbation tacite de la cour, continuait ses armements, obtenait des diètes Croates des subsides et une armée de 40 000 hommes, recevait de l’administration autrichienne des munitions et de l’artillerie ; enfin, un édit du 4 septembre 1848 lui rendait, en récompense de ses services, ses dignités et ses fonctions. Cinq jours plus tard, Jelačić commençait les hostilités contre la Hongrie de Kossuth. Battu près d’Ofen (en hongrois : Pest-Buda, aujourd'hui Budapest), après le sanglant combat de Pákozd, il conclut un armistice pendant lequel il opéra sa retraite de façon à faire sa jonction avec Windischgrätz, puis marcha avec lui sur Vienne, où venait d’éclater une révolution, et pris une part active à la prise de cette ville insurgée (2 novembre). Bientôt après, il pénétrait de nouveau en Hongrie avec Windischgrätz. Il remporta quelques succès, fut nommé général d’artillerie, reçut l’ordre de descendre la rive droite du Danube et de protéger, contre l’insurrection magyare, les provinces méridionales de l’empire, força le général révolutionnaire hongrois Józef Bem à se replier devant lui, mit garnison dans la Bačka (ou Bácska), puis fut complètement battu par Bem à Hegyesd le 14 juillet 1849. Il s’occupait de réorganiser ses troupes lorsque les révolutionnaires hongrois succombèrent devant l’intervention russe et surtout par la trahison du général Artúr Görgey. Lorsque la lutte fut terminée, Jelačić retourna à Zagreb (ou Agram), en qualité de gouverneur civil et militaire du royaume de Croatie et du royaume de Slavonie. En 1853, il reçut le commandement d’un corps d’observation envoyé par le gouvernement autrichien sur la frontière du Monténégro. Enfin, en 1855, il reçut de l’empereur François-Joseph le titre de comte.
Jelačić, dans sa carrière brillante et mouvementée, a montré plus d’habileté, de finesse et de décision politique que de grands talents militaires. En 1851, il donna une édition de ses poésies, parmi lesquelles on remarque ses chants patriotiques et une piquante satire du vieux système militaire, intitulé « Chanson de garnison », qui obtint un grand succès. Il fut un bon ami du Patriarche Josif Rajačić.

## Hommages
Jusqu’au remplacement de la kuna par l’euro (1er janvier 2023), le portrait de Josip Jelačić figurait sur les billets de vingt kuna émis par la Croatie. La place principale de Zagreb est baptisée en son honneur, place Ban-Jelačić ; sur cette place figure une statue équestre du ban Jelačić.

## Galerie

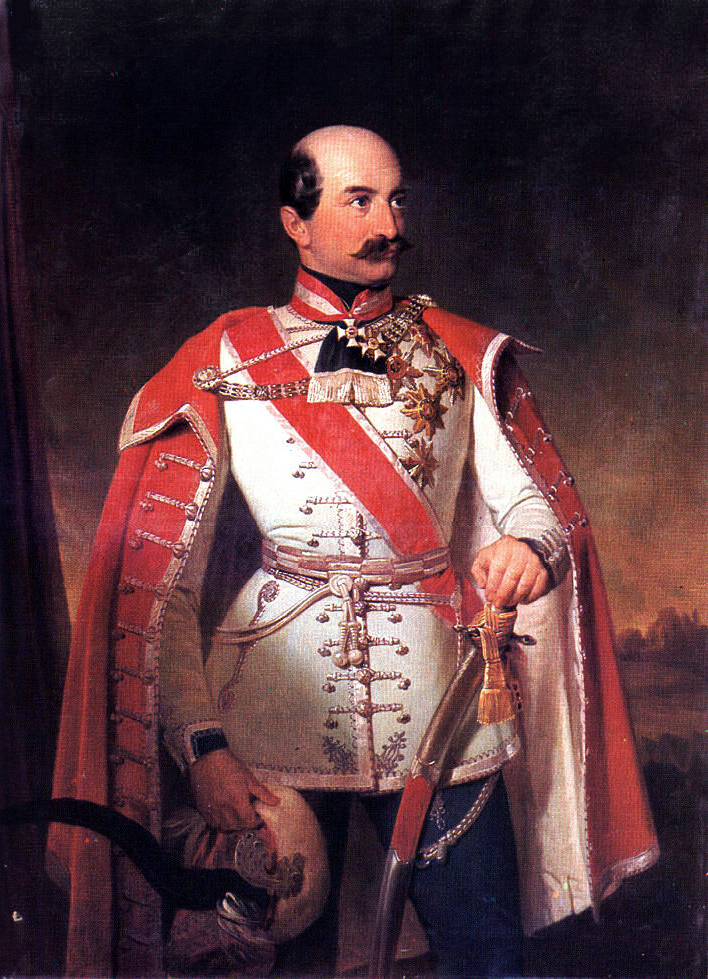
Portrait du ban Josip Jelačić (par Ivan Zasche).
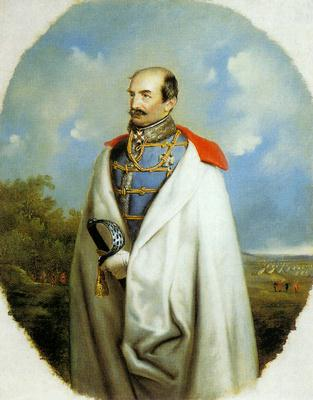
Le général Josip Jelačić.
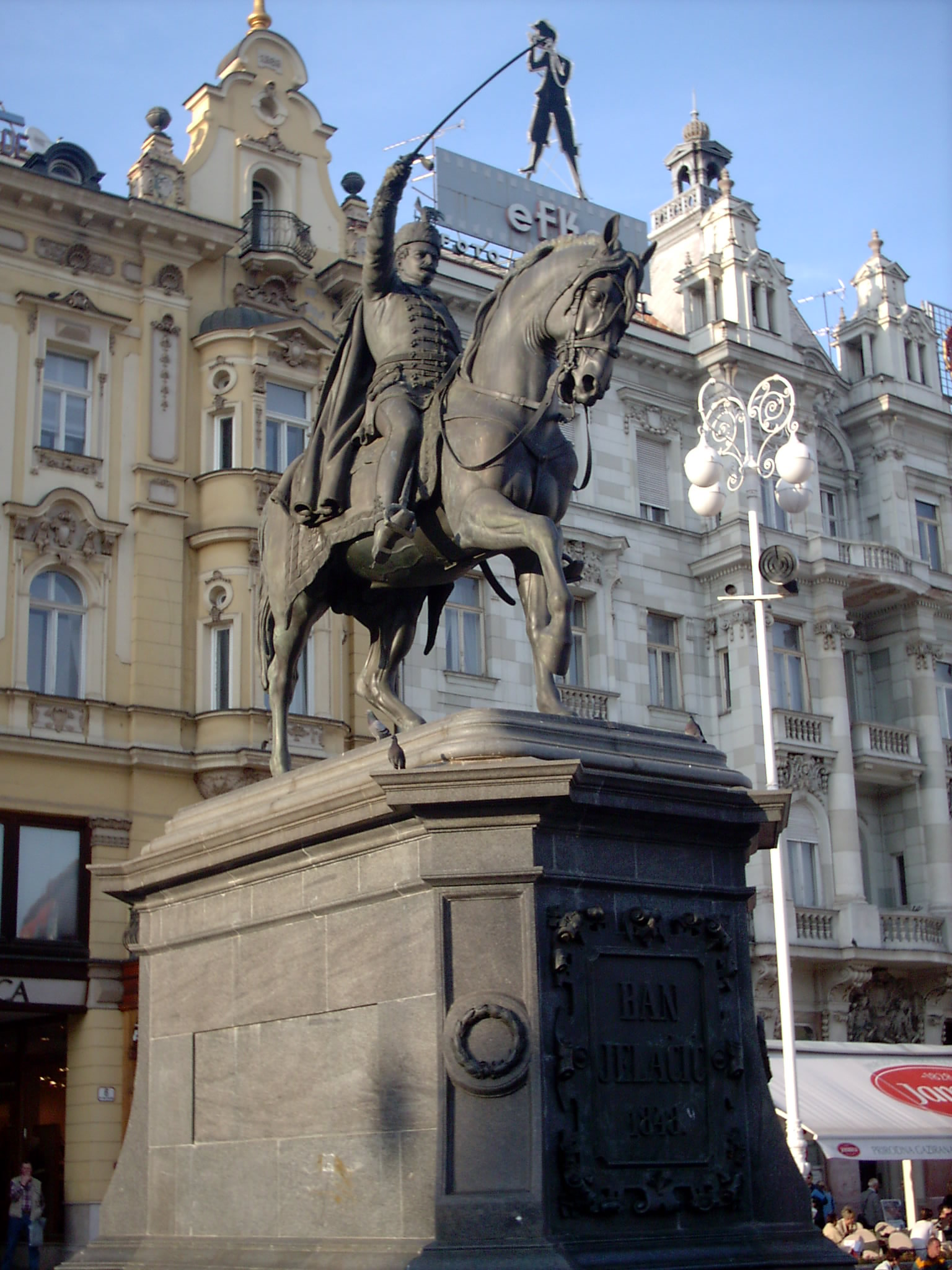
Statue de Jelačić sur la place homonyme à Zagreb (Le pantin visible en arrière-plan sur l'enseigne ne fait pas partie de l'œuvre).
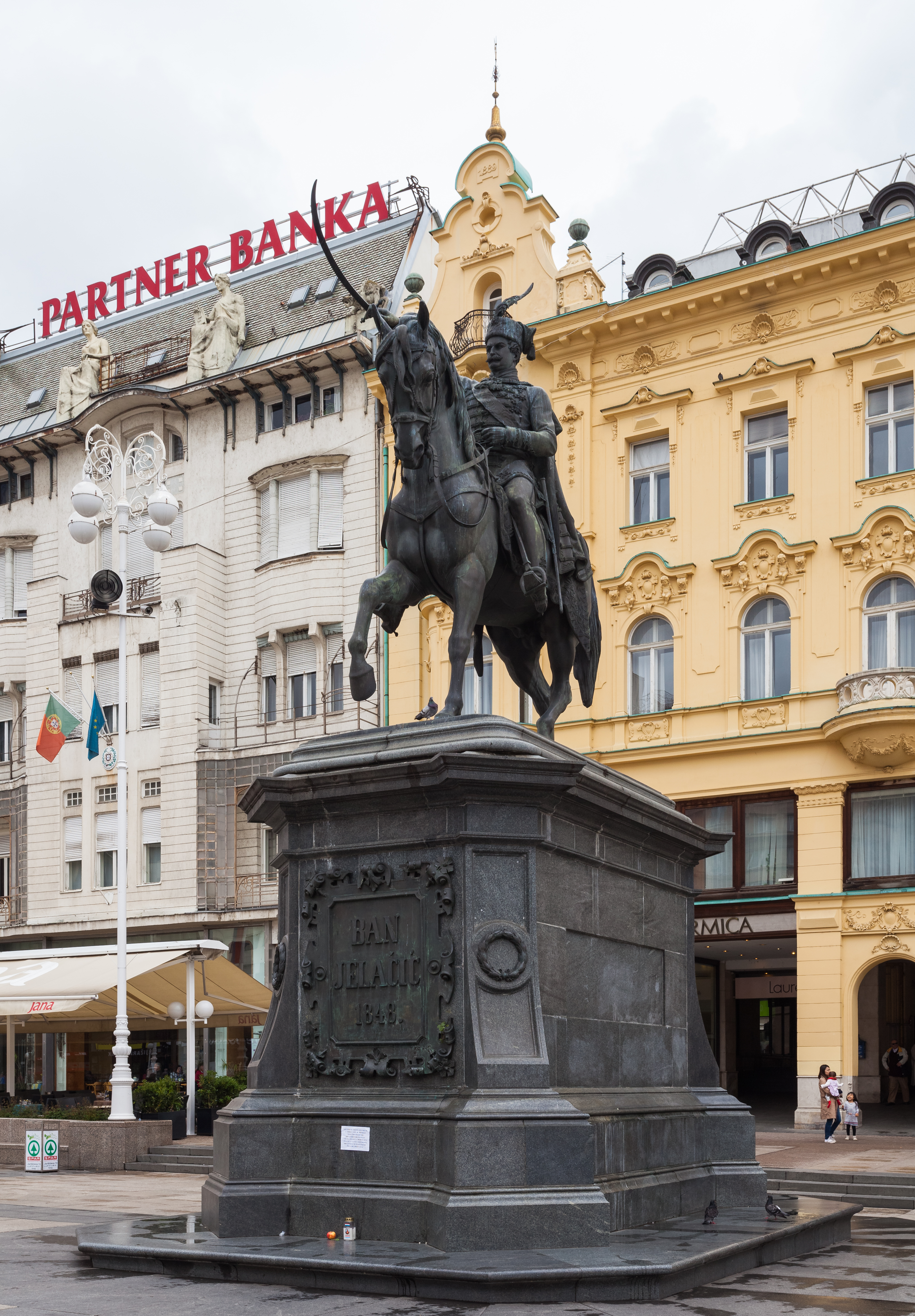
Statue équestre représentant Josip Jelačić (Zagreb).

### Note
1. ↑  Péter Bihari, « La révolution hongroise de 1848 et ses conséquences », dans Carrefours d'histoires européennes - Perspectives multiples sur cinq moments de l'histoire de l'Europe, Strasbourg, Éditions du Conseil de l'Europe, 2007  (ISBN 9789287160775), p. 47-60